# Wohn- und Wirtschaftsgebäude Dorfstraße 7 (Klein Meckelsen)

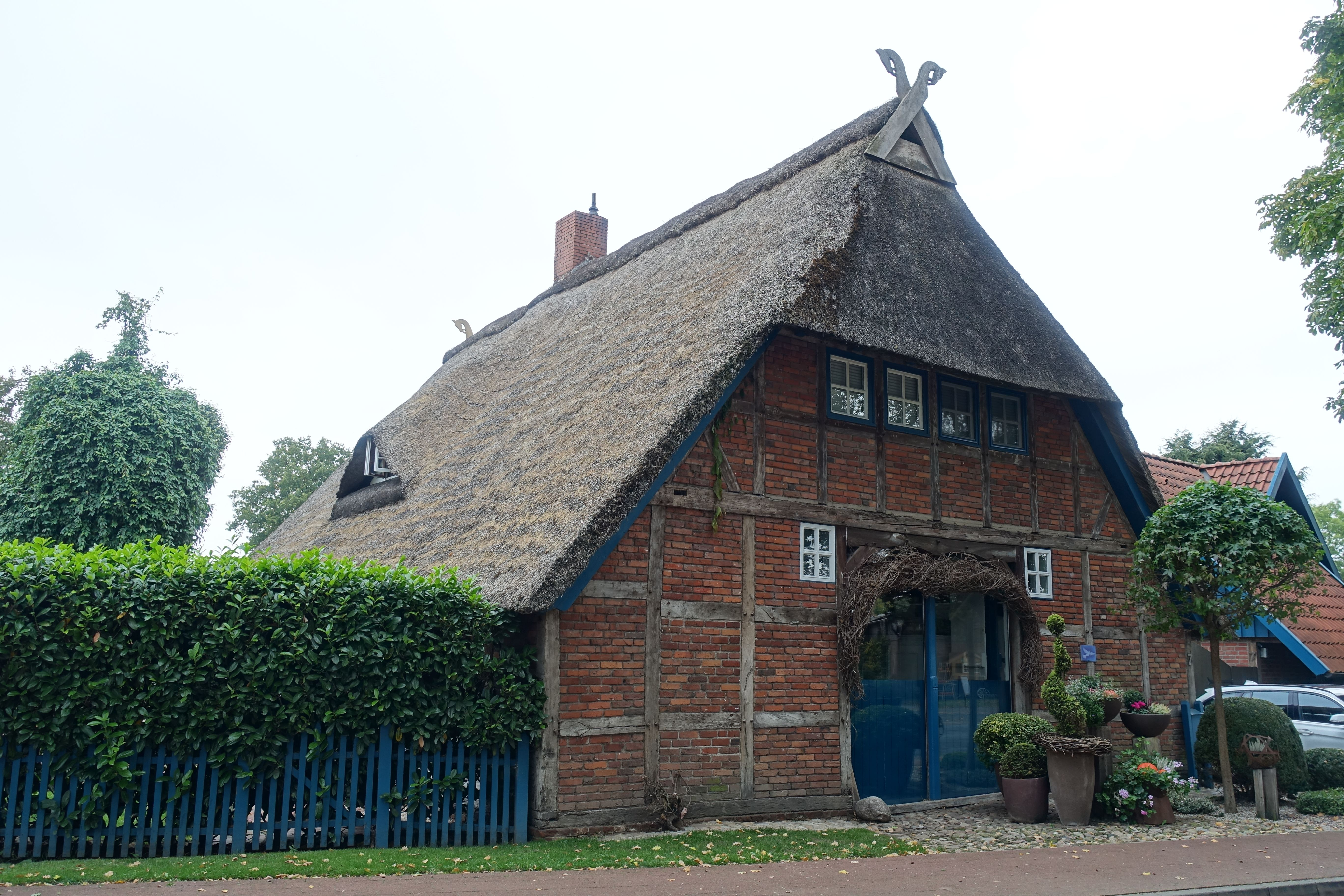
Süd- und Ostfassade (2022)

Das Wohn- und Wirtschaftsgebäude Dorfstraße 7 im Ortskern der niedersächsischen Gemeinde Klein Meckelsen, Samtgemeinde Sittensen im Landkreis Rotenburg (Wümme), wurde im 19. Jahrhundert gebaut. Aktuell (2025) wird es zum Wohnen und gewerblich genutzt.
Das Gebäude steht unter Denkmalschutz (siehe auch Liste der Baudenkmale in Klein Meckelsen).

## Geschichte und Beschreibung
Klein Meckelsen wurde 1388 als Lütken Meckelstede erstmals urkundlich erwähnt.
Das eingeschossige giebelständige kleine Wohn- und Wirtschaftsgebäude als Zweiständer-Hallenhaus in Fachwerk mit Steinausfachungen, reetgedecktem Krüppelwalmdach mit Fledermausgaube, Niedersachsengiebel mit Uhlenloch, Pferdeköpfen und der später verglasten Grooten Door mit Korbbogen wurde als Häuslingshaus im 19. Jahrhundert gebaut.
Das Landesdenkmalamt befand u. a.: „… ein regionstypisches kleines Hallenhaus des 19. Jahrhunderts in Zweiständerkonstruktion ….“
Häuslingshäuser wurden von Großbauern oder Gutsherren für Landarbeiter, Gesinde oder jüngere Söhne des Hofeigentümers gebaut, die auf dem Bauernhof arbeiteten und dafür mietfrei oder gegen geringe Miete in dem Haus wohnen durften und sich etwas landwirtschaftlich auf Pachtland als Nebenarbeit betätigten.